# Arroyo de La Puerta
El arroyo de La Puerta es un curso natural de agua que desemboca en la bahía Gente Grande de la isla Grande de Tierra del Fuego.
Fue también llamado río de La Aguada.

## Historia
Luis Risopatrón lo describe en su Diccionario Jeográfico de Chile de 1924:: 706 
Puerta (Arroyo de La) 53° 04' 70° 18' Es de corto curso i caudal, corre al W i se vácia en la costa S de la bahía de Jente Grande, de la isla Grande de Tierra del Fuego. 156; i rio de la Aguada en 1, xxiv, carta 95.